# مارک مک‌کینی
مارک مک‌کینی (به انگلیسی: Mark McKinney) (زاده ۲۶ ژوئن ۱۹۵۹) کمدین و بازیگر کانادایی است.
از فیلم‌های معروف او می‌توان به بازی در فیلم پارک سگ، غریبه‌ها در شهر، آخرین روزهای دیسکو و مصائب و مشکلات اشاره کرد.